# Nukus

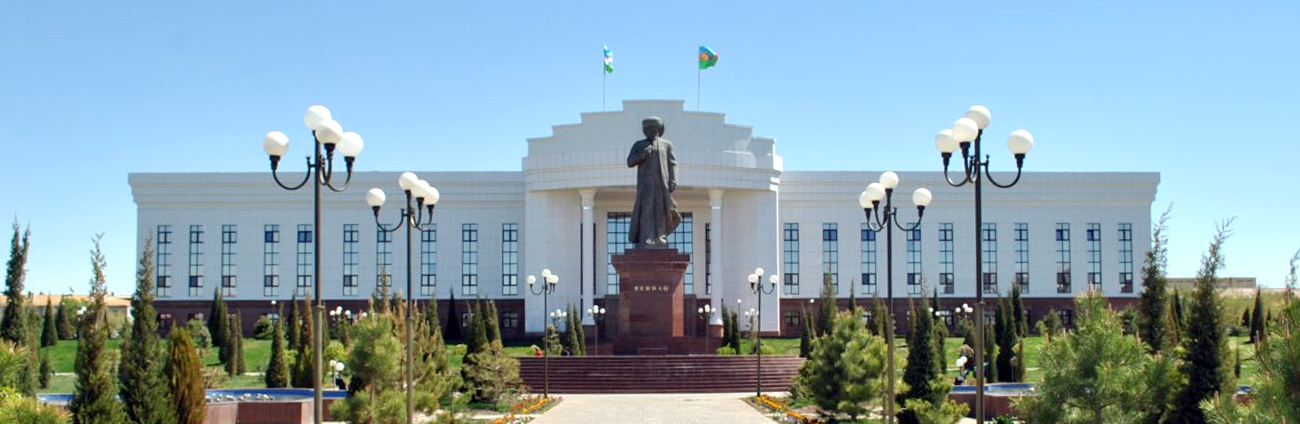
Karakalpakstans parliamentsbyggnad i Nukus.

Nukus (karakalpakiska: Nökis) är huvudstad i den autonoma republiken Karakalpakstan i västra Uzbekistan med 312 100 invånare (2018).
En av Karakalpakstans främsta sevärdheter, Savitskij Karakalpakstans konstmuseum, är beläget i Nukus. Museet har fått sitt namn efter Igor Savitskij som från 1950-talet och fram till sin död 1984 samlade sovjetisk avantgardekonst och räddade denna undan Stalins razzior. Det främsta skälet till att Savitskij lyckades skapa sin samling var att Nukus låg så avsides. Samlingen räknas idag till en av de främsta samlingarna av avantgardekonst i det forna Sovjetunionen. Museet innehåller också smycken och kläder som visar karakalpakisk folkkultur, totalt över 90 000 föremål, varav 44 000 avantgarde-konstverk.
Nukus och Karakalpakstans stora miljöproblem har blivit tydliga i och med Sovjetunionens sammanbrott. Aralsjöns drastiska krympande har både påverkat klimatet och lett till att fiskerinäringen försvunnit. Experiment med biologiska vapen under sovjettiden har lett till ett förorenat testområde som håller på att saneras med utländsk hjälp. Den intensiva bomullsodlingen i Amu-Darjas övre lopp har lett till att Karakalpakstan vissa år har akut vattenbrist.